# Федьково (Московская область)
Федьково — деревня в Рузском районе Московской области, входящая в состав сельского поселения Старорузское. Население — 2 жителя на 2006 год. До 2006 года Федьково входило в состав Старорузского сельского округа.
Деревня расположена в юго-восточной части района, на левом берегу Москва-реки, у устья малой речки Федьковская, примерно в 11 км к юго-востоку от Рузы, высота центра деревни над уровнем моря 168 м. Ближайшие населённые пункты — в 200 м на северо-запад Жиганово, в 300 м на юго-восток — Ожигово и Красотино на противоположном берегу реки.